# 194-й зенитный артиллерийский полк
194-й зенитный артиллерийский полк — воинская часть вооружённых сил ПВО СССР в Великой Отечественной войне.

## История
В составе действующей армии во время Великой Отечественной войны с 22 июня 1941 года по 18 мая 1944 года.
С начала и до конца боевых действий входил в состав 2-го корпуса ПВО (с апреля 1942 года Ленинградская армия ПВО). Полк состоял из пяти зенитных дивизионов орудий среднего калибра (85-мм или 76-мм орудий), каждый состоял из пяти зенитных батарей, трёхбатарейного дивизиона малого калибра (37-мм пушки) и прожекторного батальона из пяти рот. Каждая батарея состояла из взвода управления и огневого взвода, имела на вооружении четыре орудия и счетверённую зенитную пулемётная установку на автомобиле.
В первые дни войны базировался севернее Ленинграда, первый налёт отражает 23 июня 1941 года, на счету полка первый сбитый самолёт люфтваффе в небе над Ленинградом (в 0-10 23 июня 1941 года). Затем, в сентябре 1941 года полк переместился непосредственно в Ленинград. Занимал центральный (городской) участок Ленинграда. Орудия полка располагались, в частности на Стрелке Васильевского острова, у Смольного, у театра юного зрителя. 3-й и 4-й дивизионы полка обороняли восточный и юго-восточный берег Финского залива, 5-й дивизион — в районе Лигово, часть 1-го дивизиона — в районе Обухово.
Полк всю блокаду находился в Ленинграде, исключая отдельные случаи привлечения его подразделений к операциям, так в январе 1943 года 5-й дивизион был задействован в Операции по прорыву блокады, прикрывая войска 67-й армии
В полку было немало военнослужащих-женщин, так после прорыва блокады с пополнением пришло 272 девушки, что составило более трети от всего пополнения
18 мая 1944 года переформирован в 110-ю зенитную артиллерийскую бригаду ПВО

## Полное наименование
- 194-й зенитный артиллерийский полк

## Командиры
- майор А. Н. Егоров
- подполковник Л. С. Бабахо